# Schizomyia incerta
Schizomyia incerta är en tvåvingeart som beskrevs av Jean-Jacques Kieffer 1909. Schizomyia incerta ingår i släktet Schizomyia och familjen gallmyggor. Inga underarter finns listade i Catalogue of Life.